# Грассл, Андреас
Андреас Грассл (р. 25 октября 1984 года) - немецкий музыкант, пианист, получивший известность благодаря своему таинственному обнаружению в Великобритании, в апреле 2005 года.

## Обнаружение
Грассл был задержан полицией 7 апреля 2005 года, когда он бродил по улицам Ширнесса, графство Кент, одетый в промокший костюм и галстук, и не отвечал ни на какие вопросы. Оставаясь молчаливым, он взял ручку и бумагу у персонала Морского госпиталя Медуэя в надежде, что он напишет свое имя. Вместо этого он нарисовал подробный эскиз рояля. Когда его впервые привели к пианино, он, как стал играть музыку из разных жанров (от классической музыки Чайковского до поп-музыки Битлз). Он без остановки в течение четырех часов, а затем был увезен персоналом больницы.
Грассл был помещен в безопасное психиатрическое отделение в Северном Кенте, где его лечили и оценивали. Переводчики не смогли установить его происхождение. С оркестрами по всей Европе связались, чтобы установить его личность. Он долгое время оставался неизвестным из-за своего молчния, общаясь вместо этого с помощью рисования и игры на фортепиано. В течение 4 месяцев он не раскрывал свою личность. Его таинственная история вызвала внимание средств массовой информации и привела к возникновению множества спекуляций.